# Slavnostní epizoda
Slavnostní epizoda (také známá pod neoficiálním názvem 138. slavnostní epizoda, v anglickém originále The Simpsons 138th Episode Spectacular) je 10. díl 7. řady (celkem 138.) amerického animovaného seriálu Simpsonovi. Scénář napsal Jon Vitti a díl režíroval David Silverman. V USA měl premiéru dne 3. prosince 1995 na stanici Fox Broadcasting Company a v Česku byl poprvé vysílán 30. prosince 1997 na stanici ČT1.

## Děj
Troy McClure je moderátorem dílu, jenž vyzdvihuje jednotlivé scény a pasáže z celého seriálu a nabízí dosud neviděné výstupy. McClure epizodu zahajuje krátkou prezentací toho, jak seriál Simpsonovi vymysleli Matt Groening, James L. Brooks a Sam Simon. Dále uvádí několik ukázek z původních skečů, které se vysílaly v pořadu The Tracey Ullman Show. McClure posléze odpovídá na otázky z dopisů fanoušků promítáním klipů, jež obsahují odpovědi. 
McClure posléze představuje vymazané scény z několika epizod a prozrazuje, že alternativní konce druhé části dvojdílu Kdo postřelil pana Burnse? byly vytvořeny proto, aby štáb Simpsonových nezkazil záhadu. Troy McClure končí epizodu ukázkou montáže nahých postav Simpsonových, která je podbarvena písní KC & the Sunshine Band „(Shake, Shake, Shake) Shake Your Booty“. 

## Produkce
Jedná se o třetí klipový pořad Simpsonových, po dílech Tak takhle to dopadlo a Tentokrát o lásce. Napsal jej Jon Vitti, který v závěrečných titulcích použil pseudonym Penny Wise, protože nechtěl být připisován k autorství klipového pořadu. Epizodu režíroval David Silverman, který také nechtěl být uveden v titulcích a v závěrečných titulcích použil pseudonym Pound Foolish.
V prvních letech vysílání seriálu nutili představitelé stanice Fox štáb Simpsonových k výrobě klipových pořadů, aby ušetřili peníze. Původně měli producenti nařízeno vyrábět čtyři klipové pořady za řadu, aby splnili limity počtu epizod stanovené stanicí. Fox to zdůvodňoval tím, že klipové pořady lze vyrábět za poloviční náklady oproti normální epizodě, ale práva na syndikaci lze prodávat za plnou cenu. Štáb se však domníval, že tak velký počet klipových pořadů by odradil fanoušky seriálu.
Bývalý showrunner Bill Oakley si myslel, že epizoda patří k těm lepším klipovým pořadům Simpsonových, protože obsahovala originálnější a zajímavější materiál než ostatní. Oakley rád ukazoval vymazané scény z předchozích epizod a krátkých filmů Simpsonových a obzvlášť se mu líbila montáž gaučových gagů na začátku epizody. Štáb se při výrobě klipového pořadu snažil bavit sám sebe a Oakley řekl, že tím, že jediným hercem byl Phil Hartman jako Troy McClure, „byla zaručena zábava“. Hartmanovy repliky v tomto dílu byly nahrány během natáčení dílu Ryba jménem Selma, který se také vysílal během 7. řady.
Velká část humoru v dílu pochází z toho, že si štáb seriálu utahuje sám ze sebe a ze své vlastní práce. Troy McClure je po zhlédnutí Good Night, úplně prvního krátkého filmu vyrobeného pro Simpsonovy, zobrazen usínající, zatímco se přehrávají vymazané scény z různých epizod. V jednu chvíli jsou ukázány údajné rané návrhy dědy Simpsona a Šáši Krustyho, které byly „satirickým šťouchnutím do primitivnosti skutečných raných kreseb“. Animátor David Silverman se kvůli tomuto vtipu ohradil a vysvětlil, že primitivní kresby byly způsobeny nedostatkem času na pořádnou animaci v té době.
Producenti seriálu jsou v této epizodě také zobrazeni jako animované postavy. Tvůrce Matt Groening je zobrazen jako „radikálně pravicový“ konzervativec a aktivní uživatel zbraní, jenž podporuje Národní střeleckou asociaci, což je záměrné převrácení politického postoje, který většina štábu skutečně zastává. Přestože v době natáčení této epizody již ze seriálu Sam Simon odešel, svůj portrét nakreslil on sám poté, co se mu nelíbil původní vtip pro něj, kterým byla výhrada „Fotka není k dispozici“.
Jeden z klipů zobrazených v epizodě pochází z dílu 4. řady Marge jde do zaměstnání, v němž se Smithersovi zdá sen, že spí a pan Burns vletí oknem do jeho pokoje. Pasáž ukazuje Burnse letícího ke šťastně se tvářícímu Smithersovi. Původní klip trval o několik vteřin déle, ale musel být zkrácen, aby byly odstraněny části, které ukazovaly „pana Burnse přistávajícího v určité poloze na Smithersově anatomii“. Problémy byly také s „boulí v jeho posteli“, kterou animátoři podle svých slov nakreslili jako jeho koleno, ale cenzoři se mylně domnívali, že jde o erekci.
Objevila se také vymazaná scéna z dílu 5. řady Burnsův dědic, v níž robotický Richard Simmons tančí před Burnsovým sídlem na píseň „(Shake, Shake, Shake) Shake Your Booty“ z roku 1976. Z Burnsova dědice byla vystřižena, protože scenáristé ji nepovažovali za vtipnou a ani u testovacího publika neuspěla, ačkoli Oakley si myslel, že její animace je úžasná. K překvapení produkčního štábu scéna při promítání na animačních srazech a vysokoškolských prezentacích vyvolávala u diváků „výbuchy smíchu“, a tak se rozhodli ji do této epizody zařadit.
Montáž nahých scén nad závěrečnými titulky obsahuje původní animaci objímajících se Homera a Marge z epizody Dědeček versus sexuální ochablost, jež byla v tomto dílu oživena poté, co ji cenzoři společnosti Fox považovali za příliš explicitní.
Vzhledem k velkému zájmu o závěr epizody Kdo postřelil pana Burnse? napsal David Mirkin několik „příšerných konců“ a natočil několik alternativních konců s Harrym Shearerem, který sloužil jako jediný dabér. Původním Mirkinovým záměrem bylo oklamat produkční štáb a také vypustit konce do různých médií; k jeho překvapení se Mirkinovi nepodařilo štáb úspěšně oklamat. Bylo animováno několik konců, které ukazovaly různé postavy, například Barneyho, Vočka a Apua, jak střílí na pana Burnse, a byly uvedeny jako součást tohoto dílu.

### Odkazované klipy
Během úvodních titulků je epizoda inzerována jako „třiadvacet procent nových záběrů“, zatímco zbytek jsou klipy převzaté z předchozích dílů. Pět krátkých filmů použitých v této epizodě jsou Good Night a Bathtime, které byly uvedeny celé, a části The Perfect Crime, Space Patrol a World War III. Některé části epizody obsahují montáže pouze několikavteřinových klipů, například ty, které odkazují na Homerovu zvýšenou hloupost (Krevní msta, U ohnivého Vočka, Marge versus jednokolejka, Hrdinný kosmonaut Homer a Pátý speciální čarodějnický díl), nebo ty naznačující Smithersovu homosexualitu (Medvídek, Spasitel zabijákem, Líza proti mluvící panence a Marge jde do zaměstnání).

## Kulturní odkazy
Celá sestava dílu, jejž uvádí Troy McClure, je parodií na praxi živých seriálů při tvorbě klipových pořadů obecně, protože oslavuje zcela libovolný milník a s nadsázkou využívá velkolepého úvodu a neúnavného moderátora.
Epizoda odkazuje na několik filmů a televizních pořadů. The Tracey Ullman Show je označována za „národní přehlídku vtipů o psychiatrech a hudebních komediálních čísel“, zatímco výstupy těsně před reklamními přestávkami parodují televizní seriály jako Roseanne a Kutil Tim (které podobné výstupy pravidelně vysílaly). Vymazaná scéna z dílu Jak jsem se přestal bát, v níž Homer hraje blackjack s Jamesem Bondem, paroduje film Casino Royale z roku 1967. Vymazaná scéna z dílu Burnsův dědic, v níž je robot Richard Simmons střelen do hlavy a sám se opravuje, paroduje tekutý kov T-1000 ve filmu Terminátor 2: Den zúčtování z roku 1991. Epizoda satirizuje zejména televizní stanici Fox, protože dva speciály zmíněné na začátku, Alien Nose Job a Five Fabulous Weeks Of 'The Chevy Chase Show', jsou odkazy na dva skutečné pořady, které se na této stanici vysílaly. V klipech je použito nebo parodováno několik známých hudebních motivů, například když Homer zpívá ústřední píseň ze seriálu Flintstoneovi a v pozadí jedné scény zazní „Na krásném modrém Dunaji“ od Johanna Strausse mladšího. Producenti pořadu jsou v úvodu vyobrazeni jako animované postavičky: Groening je holohlavý jižanský patriot s páskou přes oko, což je odkaz na propagační plakát k filmu Patton z roku 1970 a na jeho vlastní komiks Life in Hell; Brooks je vidět jako bohatý strýček Pennybags, magnát z Monopolů; a Simon svým vzhledem připomíná Howarda Hughese. Jedna ze Smithersových představ je parodií na slavnou píseň Marilyn Monroe „Happy Birthday“ pro prezidenta Johna F. Kennedyho, zatímco další je narážkou na Petra Pana prolétajícího oknem. Kniha, kterou se Krusty snaží prodat, je odkazem na Madonninu knihu s názvem Sex. „NRA4EVER“, nápis, jenž se objeví na pokladně během úvodní pasáže, je odkazem na Národní střeleckou asociaci.

## Přijetí
Epizoda se zařadila mezi deset nejsledovanějších dílů 7. řady. Po prvním odvysílání získala rating 9,5 a 48. místo v žebříčku Nielsenu.
Díl se stal studijním materiálem pro kurzy sociologie na Kalifornské univerzitě v Berkeley, kde se používá ke „zkoumání otázek produkce a recepce kulturních objektů, v tomto případě satirického kresleného seriálu“, a ke zjištění, co se „snaží divákům sdělit o aspektech především americké společnosti a v menší míře i o jiných společnostech“. Epizoda je považována za parodii na televizní klipové pořady, je vnímána jako upozornění na převládající televizní konvence a připomíná divákům, že Simpsonovi se sami aktivně podílejí na stejném kulturním dědictví.
Autoři knihy I Can't Believe It's a Bigger and Better Updated Unofficial Simpsons Guide, Warren Martyn a Adrian Wood, uvedli, že „výstupy byly na úrovni“ a že díl obsahuje „řadu skvělých sebereferenčních momentů“.
Simone Knoxová pochválila vizuální styl dílu ve svém článku Reading the Ungraspable Double-Codedness of "The Simpsons" a označila jej za nikoliv pouhý klipový pořad, ale klipový pořad, „který se na seriál dívá s nadsázkou, pokud jde o jeho vlastní textovost“.
Samotnou epizodu někteří kritici označili za jakési sebe-měřítko samotného seriálu, přičemž scenárista Bill Keveney to komentoval slovy: „Seriál si vybírá svá vlastní měřítka, stejně jako v roce 1995.“.
Colin Jacobson z DVD Movie Guide uvedl, že i když je epizoda klipovým pořadem, „šperkuje koncept zajímavými prvky a omezuje opakující se materiál na minimum. Místo toho nabízí mnoho tehdy neviděných záběrů a také staré úryvky z The Tracey Ullman Show. Stále to působí jako laciný způsob, jak natočit novou epizodu, ale je to jeden z těch lepších klipových pořadů, které můžete vidět.“
Jennifer Malkowski z DVD Verdict udělila epizodě známku B+ a komentovala ji slovy: „Kromě nápaditého materiálu je tím, co díl skutečně činí zářivým, zábavné moderování Troye McClura.“.
Dave Foster z DVD Times díl kritizoval: „Navzdory některým zajímavým konceptům, jako je znuděný Troy McClure uvádějící k velkému pobavení a přítomnost vymazaných scén a kraťasů Tracey Ullmanové mezi klipy, je to epizoda, která se usilovně snaží najít háček, ale nikdy se jí to úplně nepodaří, což zaručuje, že se nikdy nedostane do pravidelné rotace na hodinkách tohoto diváka.“.